# Magpie (película de 2024)
Magpie es una película de suspenso neo-noir británica de 2024 dirigido por Sam Yates y protagonizada por Daisy Ridley y Shazad Latif. Se estrenó en el festival South by Southwest de 2024 el 9 de marzo de 2024.

## Sinopsis
Anette es una joven madre de dos niños, que vive en una ostentosa residencia a las afueras de Londres. Está casada con Ben, un escritor de escaso éxito y que se ha vuelto distante y poco comunicativo. Diariamente Anette debe quedarse sola en casa para cuidar a su hijo menor, un bebé recién nacido, situación por la que tuvo que renunciar a su antiguo empleo y que causa que comience a sentirse cada vez más frustrada. Pero todo empeora cuando Ben lleva a su hija Matilda a las grabaciones de una película para la que ha audicionado, y se enamora de Alicia, la actriz principal de la producción. Anette empieza a sospechar el engaño.

## Reparto
- Daisy Ridley como Anette
- Shazad Latif como Ben
- Matilda Lutz como Alicia
- Hiba Ahmed como Matilda
- Cherrelle Skeete como Emily
- Pippa Bennett-Warner como Esther
- Alistair Petrie como Richard [1]

## Producción
Antes del Mercado de Cine de Cannes de 2022, Magpie se anunció como proyecto para distribución. La película contaba con Sam Yates como director, con un guion escrito por Tom Bateman. La historia original fue desarrollada por Daisy Ridley, quien también protagoniza la película junto a Shazad Latif y Matilda Lutz.
La fotografía principal comenzó en enero de 2023, con un rodaje previsto de un mes de duración.